# واردنیس (رود)
واردنیس (به ارمنی: Վարդենիս) رودی است در کشور ارمنستان که در استان گغارکونیک جریان دارد که از hy:Արևելյան Սևանի լեռներ سرچشمه می‌گیرد و به دریاچه سوان می‌ریزد. طول آن ۲۸ کیلومتر (۱۷ مایل) و مساحت حوضه آبخیز (دبی) آن ۱۱۶ کیلومتر مربع می‌باشد.

## نگارخانه

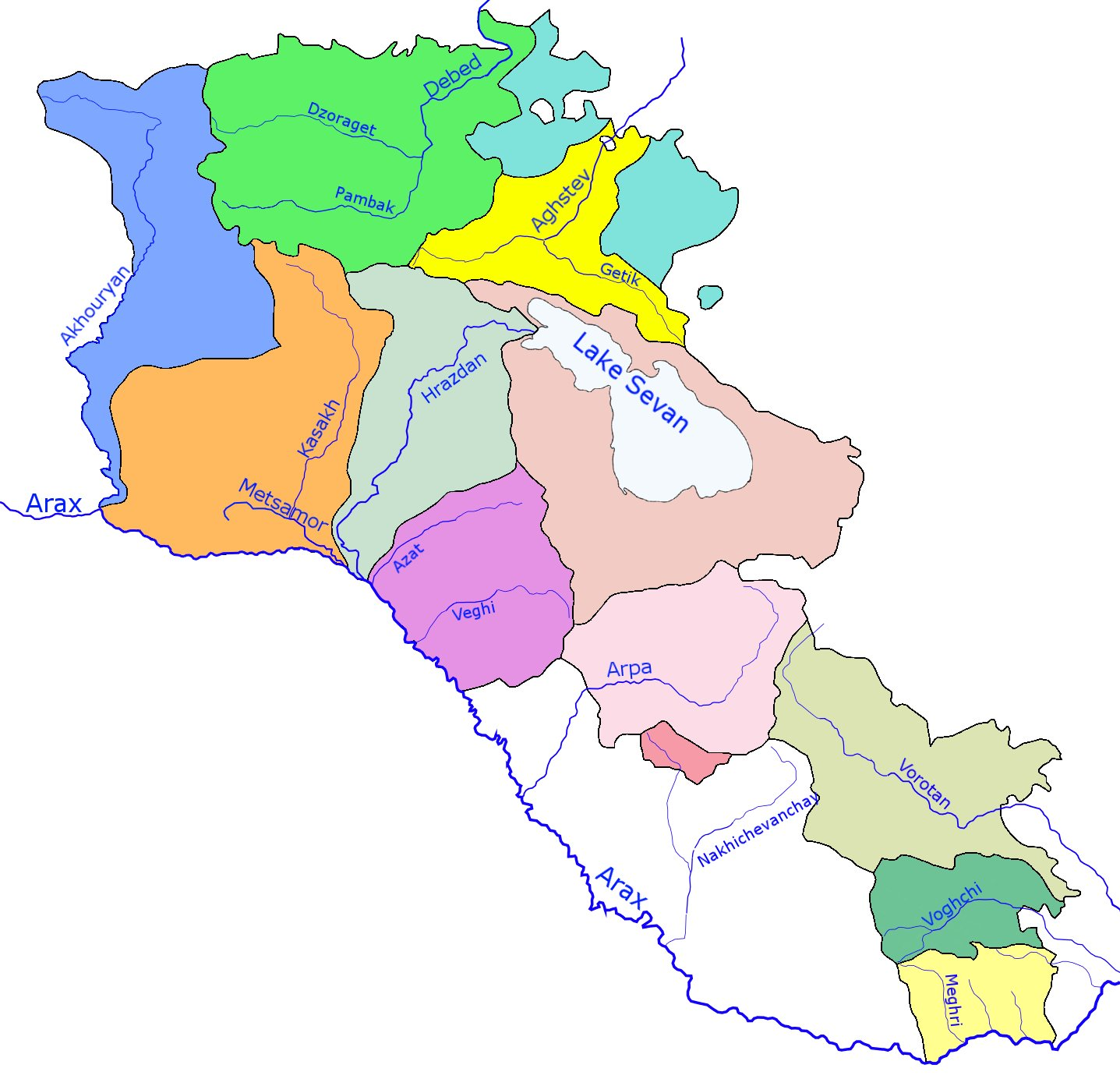